# 샤천쿤
샤천쿤(중국어: 夏晨琨, 1994년 10월 30일 ~ )은 중국의 바둑 기사이다.

## 약력
- 2013년 기성전 16강, 제18회 LG배 8강